# イドゥナ (小惑星)
イドゥナ (176 Iduna) は、小惑星帯に位置する大きな小惑星の一つ。構成成分はケレスと良く似ている。
1877年10月14日にアメリカ合衆国の天文学者、クリスチャン・H・F・ピーターズによりニューヨーク州クリントンで発見され、ストックホルムの天文学協会が主催するクラブ「イドゥン」(Ydun) にちなんで命名された。
1998年1月17日にメキシコで掩蔽が観測された。